# Johann Georg Gmelin (Chemiker)
Johann Georg Gmelin (* 17. August 1674 in Münchingen; † 22. August 1728 in Tübingen; häufiger Namenszusatz: der Ältere) war ein württembergischer Apotheker und Chemiker.

## Leben
Johann Georg Gmelin der Ältere wurde als Sohn des Weißgerbers Samuel Gmelin geboren. Nachdem er an der Universität Stockholm studiert hatte, wurde er am dortigen chemischen Labor 1699 angestellt. Sieben Jahre danach, 1706, kehrte er in seine Heimatstadt zurück, um dort eine Tochter eines Chemikers zu heiraten. Er eröffnete in Tübingen eine Apotheke, die später berühmt wurde, und wurde zudem Hochschullehrer. Er hinterließ drei Söhne: den gleichnamigen Johann Georg, der Entdecker wurde, sowie Johann Konrad (1707–1759) und Philipp Friedrich (1721–1768), die jeweils Mediziner wurden.

## Werk
- sperma mercurii